# Chan Cruz
Chan Cruz es una localidad del municipio de Cuncunul en el estado de Yucatán, México.

## Toponimia
El nombre (Chan Cruz) proviene del idioma maya: chan que quiere decir pequeño/a.

## Demografía
Según el censo de 2005 realizado por el INEGI, la población de la localidad era de 0 habitantes.
| 23                          | 29 | 22 | 7 | 2 | ? | ? | ? | 0 |
| (Fuente: INEGI [Consultar]) |    |    |   |   |   |   |   |   |